# Trigonoderus pulcher
Trigonoderus pulcher är en stekelart som beskrevs av Walker 1836. Trigonoderus pulcher ingår i släktet Trigonoderus och familjen puppglanssteklar. Arten är reproducerande i Sverige. Inga underarter finns listade i Catalogue of Life.